# 텍스트큐브
텍스트큐브(Textcube)는 니들웍스가 개발하고 태터 네트워크 재단이 후원하는 오픈 소스 설치형 블로그 소프트웨어이다. 확장 가능한 플러그인과 스킨, 다국어 지원을 포함한다.
텍스트큐브는 6개월마다 큰 개선 사항을 포함한 버전이 공개되며, 발표 후 6개월간 기능 및 버그 수정 지원, 1년간 보안 관련 업데이트를 지원한다.
원래 태터툴즈라는 이름으로 개발되고 있었으나, 후에 텍스트큐브로 이름이 변경되었다.

## 역사

### 1.5 Counterpoint 계열
태터툴즈에서 텍스트큐브로 이름이 변경된 후의 첫 버전이다. OpenID와 BlogAPI의 지원을 시작하였으며 한 사용자가 여러 블로그를 사용하는 1-user-multi-blog와 여러 사용자가 한 블로그를 사용하는 multi-user-1-blog를 지원한다. 또한 에디터의 모듈화도 실시되었다.
- 1.5 Counterpoint (2007년 8월 16일) : 1.5 초기 버전
- 1.5.1 (2007년 8월 26일) : 버그패치. 메타 페이지 기능을 '커버' 로 명칭 변경 및 공식 지원
- 1.5.2 (2007년 8월 31일) : 사파리에서 위지윅 에디터 완전히 지원함.
- 1.5.3 Adamantine (2007년 9월 22일) : 출력 및 팀블로그 관련 버그 패치
- 1.5.4 Fermata (2007년 12월 25일) : 버그 패치 및 피드 통계 업데이트.

### 1.6 Arpeggio 계열
소스에 대대적인 수정을 가하여 설치가 간편하게 하였으며, 내부 쿼리의 최적화도 시행되었다.
- 1.6 Arpeggio (2008년 3월 1일) : 1.6 초기 버전
- 1.6.1 (2008년 3월 8일) : 버그 패치
- 1.6.2 (2008년 3월 25일) : 사이드바 관련 동작 추가 및 ATOM 지원 강화
- 1.6.3 (2008년 4월 24일) : 다양한 서버 환경에 대한 추가 지원. DDoS 공격에 대한 방어 루틴 변경. 팀블로그 관련 업데이트.

### 1.7 Risoluto 계열
모바일 블로깅을 지원하며, 인터페이스의 대대적인 개선이 이루어졌다.
- 1.7 Risoluto (2008년 6월 9일) : 1.7 초기버전
- 1.7.1 (2008년 6월 18일) : 모블로깅 관련 업그레이드 및 버그 패치
- 1.7.2 (2008년 7월 1일) : 단축키 기능 업그레이드 및 버그 패치
- 1.7.3 (2008년 7월 14일) : 버그 패치
- 1.7.4 (2008년 8월 6일) : 버그 패치
- 1.7.5 (2008년 9월 4일) : 버그 패치
- 1.7.6 Staccato (2008년 11월 3일) : 1.8 베타 개발 버전의 내부 기능을 일부 반영. 자바스크립트 프레임워크 및 정적 리소스들의 외부 CDN 사용 추가. IIS 5 이상 공식 지원.
- 1.7.7 Con moto (2009년 3월 5일) : 지역 로그 관련 이벤트 추가. 구글맵 기능 추가.
- 1.7.8 Con moto (2009년 4월 22일) : 버그 패치 및 WPI 지원.

### 1.8 Secondary Dominant 계열
1.8 버전은 PHP 5.2, MySQL 4.1을 사용하고 핵심부분과 하부구조를 재작성하였다. 1.7 코어의 하부 구조를 PHP 5.2 / MySQL 4.1의 기능을 충분히 활용하여 개선하였으며, 대량 트래픽에 대한 대응 및 다양한 데이터베이스 지원과 텍스트큐브 2.0 개발 버전의 프레임워크를 일부 반영하였다.
컨텐츠 유통을 편하게 하기 위해 각종기능이 추가되었다. 대표적으로는 소셜 네트워크들에 작성한 글들을 모아 보여주는 라인 기능이 있다.
- 1.8 Secondary Dominant (2009년 12월 24일) : 1.8 초기 버전
- 1.8.0.1 (2009년 12월 28일) : 버그 패치
- 1.8.1 (2010년 1월 4일) : 다중 서버 기반에서의 서비스 운영시 발생하는 문제들 수정. 데이터 복원 관련 버그 수정.
- 1.8.2 (2010년 1월 30일) : 유니코드 제어 루틴 수정 및 버그 패치.
- 1.8.3 (2010년 4월 2일) : 기본 관리 패널 사용성 개선. 모바일 전용 관리 패널 지원. 블로그 개인 배포판 개발 기능인 camouflage 추가.
- 1.8.3.1 (2010년 4월 5일) : 버그 패치
- 1.8.4 Accelerando (2010년 9월 10일) : 속도 개선 개발 버전인 minicube의 병합. 라인을 첫페이지로 사용하는 기능 추가. 텍스트큐브 1.9 개발버전의 데이터베이스 어댑터 개선 반영.
- 1.8.5 (2010년 10월 28일) : 1.8.4 의 속도 개선 루틴들의 최적화 및 버그 패치.
- 1.8.6 (2011년 4월 26일) : PHP 5.3 동작 관련 업데이트. 댓글 정렬 순서 옵션. 안드로이드 운영체제의 모바일 인터페이스 자동 이동 추가. 터미널에서 사용하는 자동 업데이트 스크립트 지원.

### 1.9 Largo 계열
1.9 버전은 MySQL 5.5-6/Sqlite 3/PHP 5.4/5.5을 대응하고 새로운 에디터와 새로운 관리UI를 도입하였다.
- 1.9 Largo (2014년 2월 27일) : 1.9 초기 버전
- 1.9.1 (2014년 3월 2일) : 버그 패치
- 1.9.2 poco a poco (2014년 3월 18일) : 버그 패치 및 tinyMCE 에디터 업데이트
- 1.9.3 (2014년 5월 27일) : SSL 지원 추가

### 1.10 Soave 계열
1.10 버전은 모바일 및 태블릿 지원 코드의 재작성, 최신 브라우저 기능들의 공격적 도입을 통하여, 텍스트큐브의 모바일 환경 지원을 강화하였다. 1.10 버전부터는 자체적인 반응형 기술이 적용된 스킨을 제공한다.
- 1.10.0 Soave (2014년 12월 15일) : 1.10 초기 버전
- 1.10.1 (2015년 1월 8일) : 안티스팸 기능 및 이벤트 추가. 구글 reCAPTCHA를 사용하는 안티스팸 플러그인 추가
- 1.10.2 Attacca (2015년 1월 19일) : 버그 패치
- 1.10.3 (2015년 3월 1일) : 버그 패치
- 1.10.4 (2015년 3월 2일) : 버그 패치
- 1.10.5 (2015년 3월 21일) : UI 및 페이지 캐시 오류 수정, tinyMCE 에디터 버전업, 키로그를 카테고리 설명 로그로 사용하는 기능을 추가
- 1.10.6 Tempo primo (2015년 4월 6일) : 버그 수정 및 모바일 출력 개선
- 1.10.7 (2015년 6월 4일) : Markdown 전용 에디터 추가 및 SSL 자동 환경 설정 추가
- 1.10.8 (2015년 11월 19일) : 버그 수정 및 보안 패치
- 1.10.9 (2016년 3월 17일) : PHP 7 지원
- 1.10.10 (2016년 4월 26일) : 버그 수정 및 보안 패치

## 같이 보기
- 티스토리
- 구글